# 応答スペクトル
応答スペクトル（おうとうスペクトル、英: response spectrum）は、固有周期を有する1自由度振動系に波形を入力し、縦軸に応答の最大値、横軸に固有周期（または固有周波数）をとってグラフ化したものである。
地震における地震動の特徴を表現するために用いられ、この場合には、地震動をバネとマスとからなる線形の1自由度系に作用させて強制振動を起こし、その応答の最大値を1自由度系の固有周期毎に求めてグラフ化したものになる。なお、1自由度系に設定する減衰の大きさに応じてスペクトル形状が変化するため、与えている減衰の大きさは通常明記されている。
対象とする構造物の固有周期が分かる場合には、近似的にではあるが計算をすることなく応答スペクトルから直接応答の最大値を知ることもできる。

## 応答スペクトルの種類
応答スペクトルは1自由度系の応答の最大値を縦軸に、1自由度系の固有周期または固有振動数を横軸にとったものであるため、縦軸にとる応答の選び方によって様々なスペクトルが考えられる。

### （絶対）加速度応答スペクトル
縦軸に1自由度系の絶対加速度応答の最大値をとった応答スペクトル。Saと表記される。耐震設計で入力地震動を表現する場合に通常使われることから、断りなく応答スペクトルと書かれている場合は加速度応答スペクトルである場合が多い。短周期側では地震動の最大加速度に漸近し、長周期側では周期Tに対して1/T²でゼロに漸近する。

### （相対）変位応答スペクトル
縦軸に相対変位応答の最大値をとった応答スペクトル。Sdと表記される。加速度応答スペクトルとは逆の特徴をもち、短周期側では周期Tに対してT²でゼロに漸近する一方、長周期側では地震動の最大変位に漸近する。

### （相対）速度応答スペクトル
縦軸に相対速度応答の最大値をとった応答スペクトル。Svと表記される。長周期地震動による構造物への応答性状の違いをみるために使われることが多い。短周期側では周期Tに対してTでゼロに漸近し、長周期側では地震動の最大速度に漸近する。なお、0.1秒から2.5秒までの速度応答スペクトルの平均値はSI値とよばれる。

### 疑似速度応答スペクトル
フーリエスペクトルでは加速度の一階積分である速度のフーリエスペクトルを求める場合に、加速度フーリエスペクトルにT/2{\displaystyle \pi }を掛けて求めても構わない。ところが、応答スペクトルの場合は加速度応答スペクトルにT/2{\displaystyle \pi }を掛けても速度応答スペクトルに理論的には一致しない。そこで、加速度応答スペクトルからこのようにして求めた応答スペクトルを疑似速度応答スペクトルとよび、pSvと表記される。厳密には速度応答スペクトルと一致しないが短周期側では速度応答スペクトルとほぼ等しく、かつ長周期側では周期Tに対して1/Tでゼロに漸近する。このため、本質的には加速度応答スペクトルでありながらも、スペクトルのピークが明瞭になる特徴を持っている。